# Vyhoštění
Vyhoštění je trest podle českého trestního zákoníku, který může postihnout pouze cizince. Vztahuje se vždy na celé území České republiky a jeho účelem je zabránit pachateli v páchání další trestné činnosti na tomto území, vyžaduje-li to bezpečnost lidí nebo majetku, anebo jiný obecný zájem. Trest vyhoštění je možné uložit samostatně nebo vedle jiného trestu.
Uložit jej lze buď na dobu určitou od jednoho roku do deseti let, po jejímž uplynutí se odsouzený může opět do České republiky vrátit, anebo na dobu neurčitou, tedy natrvalo. Při rozhodování o délce trvání trestu soud přihlíží k povaze a závažnosti spáchaného trestného činu, možnostem nápravy a poměrům pachatele a ke stupni ohrožení bezpečnosti lidí, majetku nebo jiného obecného zájmu.

## Trest nelze uložit
Trest vyhoštění soud neuloží, pokud:
a) se nepodařilo zjistit státní příslušnost pachatele,
b) pachateli byl udělen azyl nebo doplňková ochrana podle zákona č. 325/1999 Sb., o azylu,
c) pachatel má na území České republiky povolen trvalý pobyt, má zde pracovní a sociální zázemí a uložení trestu vyhoštění by bylo v rozporu se zájmem na spojování rodin,
d) hrozí nebezpečí, že pachatel bude ve státě, do kterého by měl být vyhoštěn, pronásledován pro svoji rasu, příslušnost k etnické skupině, národnost, příslušnost k určité sociální skupině, politické nebo náboženské smýšlení, nebo jestliže by vyhoštění vystavilo pachatele mučení či jinému nelidskému nebo ponižujícímu zacházení anebo trestu,
e) pachatel je občanem Evropské unie nebo jeho rodinným příslušníkem bez ohledu na státní příslušnost a má na území České republiky povolen trvalý pobyt anebo je cizincem s přiznaným právním postavením dlouhodobě pobývajícího rezidenta na území České republiky podle jiného právního předpisu, neshledá-li vážné důvody ohrožení bezpečnosti státu nebo veřejného pořádku,
f) pachatel je občanem Evropské unie a v posledních 10 letech nepřetržitě pobývá na území České republiky, neshledá-li vážné důvody ohrožení bezpečnosti státu, nebo
g) pachatelem je dítě, které je občanem Evropské unie, ledaže by vyhoštění bylo v jeho nejlepším zájmu.

## Podmínky pro upuštění od výkonu trestu vyhoštění
Podmínkami se zabývá zákon č. 141/1961 Sb., trestní řád. Soud od výkonu trestu vyhoštění upustí, pokud po vyhlášení rozsudku nastaly skutečnosti, pro které trest vyhoštění uložit nejde. Je-li odsouzený ve vyhošťovací vazbě nebo ve výkonu trestu odnětí svobody, vyrozumí předseda senátu o pravomocném upuštění od výkonu trestu vyhoštění příslušnou věznici. Trestní řád počítá s možností, že by situace upuštění od trestu vyhoštění mohla nastat i po vynesení konečného rozsudku, tedy že by cizinec například získal české státní občanství po vynesení rozsudku o jeho trestním vyhoštění. Tedy ve chvíli, kdy je rozsudek v rozporu s Listinou základních práv a svobod, kdy podle článku 14 „občan nemůže být nucen k opuštění své vlasti.“
Od výkonu trestu vyhoštění je nutné podle Listiny základních práv a svobod ustoupit, pokud se v zemi, kam má být pachatel vyhoštěn, změní politické poměry a odsouzený by mohl být pronásledován například pro své náboženské smýšlení, politické cítění, příslušnost k menšině atd.

## Výkon trestu vyhoštění
Soud při uložení trestu vyhoštění určuje, kam má být odsouzený vyhoštěn. Realizace trestu je však plně v rukou Policie České republiky. Soud ji pouze vyrozumí o nabytí právní moci rozhodnutí, kterým bylo vyhoštění uloženo, stejně jako odsouzeného vyzve, aby z České republiky neprodleně vycestoval. Může mu ale také poskytnout přiměřenou lhůtu k obstarání nutných záležitostí. Pokud by však hrozilo, že se bude skrývat, může být vzat do tzv. vyhošťovací vazby. Za situace, kdy odsouzený požádal o mezinárodní ochranu (azyl) a soud shledá, že tato žádost není zjevně bezdůvodná, předseda senátu i bez žádosti odloží výkon trestu vyhoštění. O tomto pak uvědomí orgán příslušný k rozhodnutí o udělení mezinárodní ochrany a požádá ho, aby mu oznámil výsledek řízení. Jestliže by se odsouzený po vyhoštění vrátil a během trestu se zdržoval na českém území, šlo by o trestný čin maření výkonu úředního rozhodnutí a vykázání.

## Přerušení výkonu trestu vyhoštění
Podle novely účinné od 1. ledna 2014 může předseda senátu z důležitých důvodů přerušit výkon trestu odnětí svobody na potřebnou dobu. Pokud důvody přerušení pominou, předseda senátu jej odvolá. Tato doba se potom nezapočítává do doby výkonu trestu. Jestliže pak po vyhlášení rozsudku, kterým se ukládá trest vyhoštění, nastanou skutečnosti, pro které nelze trest vyhoštění uložit, soud od jeho výkonu nebo jeho zbytku upustí.

## Správní vyhoštění
Kromě tohoto trestu existuje ještě podobné administrativní opatření, tzv. správní vyhoštění. Mluvíme zde o situaci, kdy forma zákazu nemusí mít povahu trestu. Správní vyhoštění nedobrovolně ukončuje pobyt cizince na území České republiky a zároveň stanovuje dobu, po kterou bez splnění zákonem výslovně stanovených podmínek nesmí cizinec na území České republiky vstoupit. To může postihnout pouze cizince, protože pro české občany platí bezvýjimečná ústavní zásada svobodného vstupu na území státu a nemožnosti je k opuštění vlasti nutit.

## Vyhoštění diplomatů
Vyhoštění diplomatických pracovníků je projevem diplomatických sankcí, který se opírá o ustanovení Vídeňské úmluvy o diplomatických stycích. Ta umožnuje vyhošťování na základě:  
- odmítnutí udělení agrémentu (čl. 4)
- označení za nežádoucí osobu (čl. 9)
- omezení počtu personálu mise (čl. 11)

### Právní předpisy
- Zákon č. 141/1961 Sb., o trestním řízení soudním (trestní řád), dostupný např. na Zákony pro lidi.cz
- Dílo Listina základních práv a svobod ve Wikizdrojích
- Zákon č. 325/1999 Sb., o azylu a o změně zákona č. 283/1991 Sb., o Policii České republiky, ve znění pozdějších předpisů, (zákon o azylu), dostupný např. na Zákony pro lidi.cz
- Zákon č. 326/1999 Sb., o pobytu cizinců na území České republiky a o změně některých zákonů, dostupný např. na Zákony pro lidi.cz
- Zákon č. 40/2009 Sb., trestní zákoník, dostupný např. na Zákony pro lidi.cz